# Arco di Traiano (Benevento)
(Giovanni de Nicastro, "Descrizione del celebre Arco eretto in Benevento a Marco Ulpio Traiano", Benevento 1723)
L'arco di Traiano di Benevento è un arco celebrativo dedicato all'imperatore Traiano in occasione dell'apertura della via Traiana, una variante della via Appia che accorciava il cammino tra Roma e Brindisi.
Il monumento, giuntoci sostanzialmente integro, compresi i numerosi rilievi scultorei che ne decorano le superfici, è tra gli archi trionfali romani meglio conservati al mondo.

## Storia

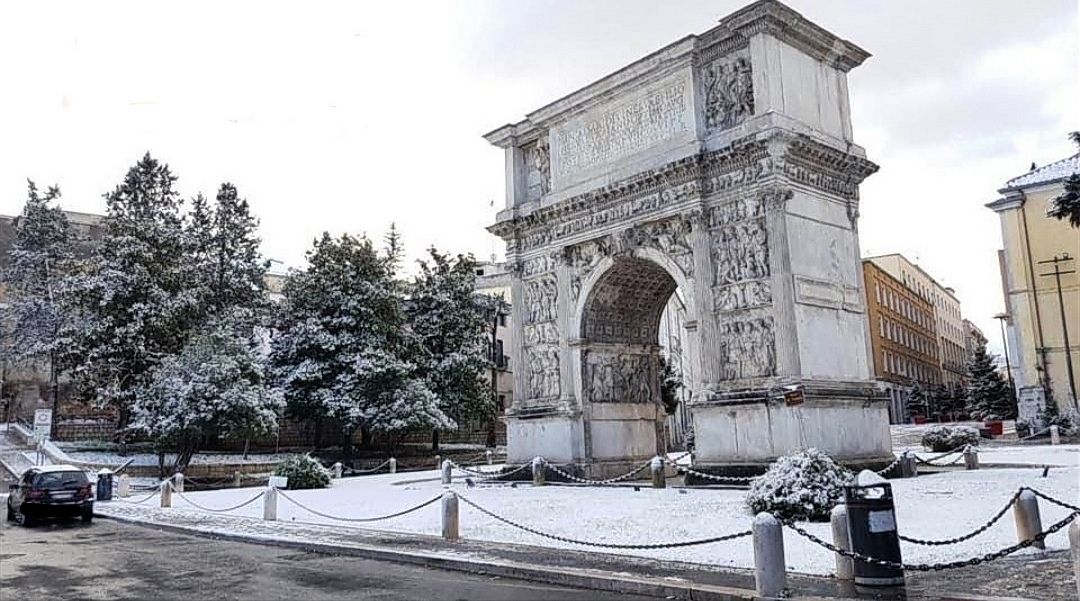
L'Arco di Traiano innevato

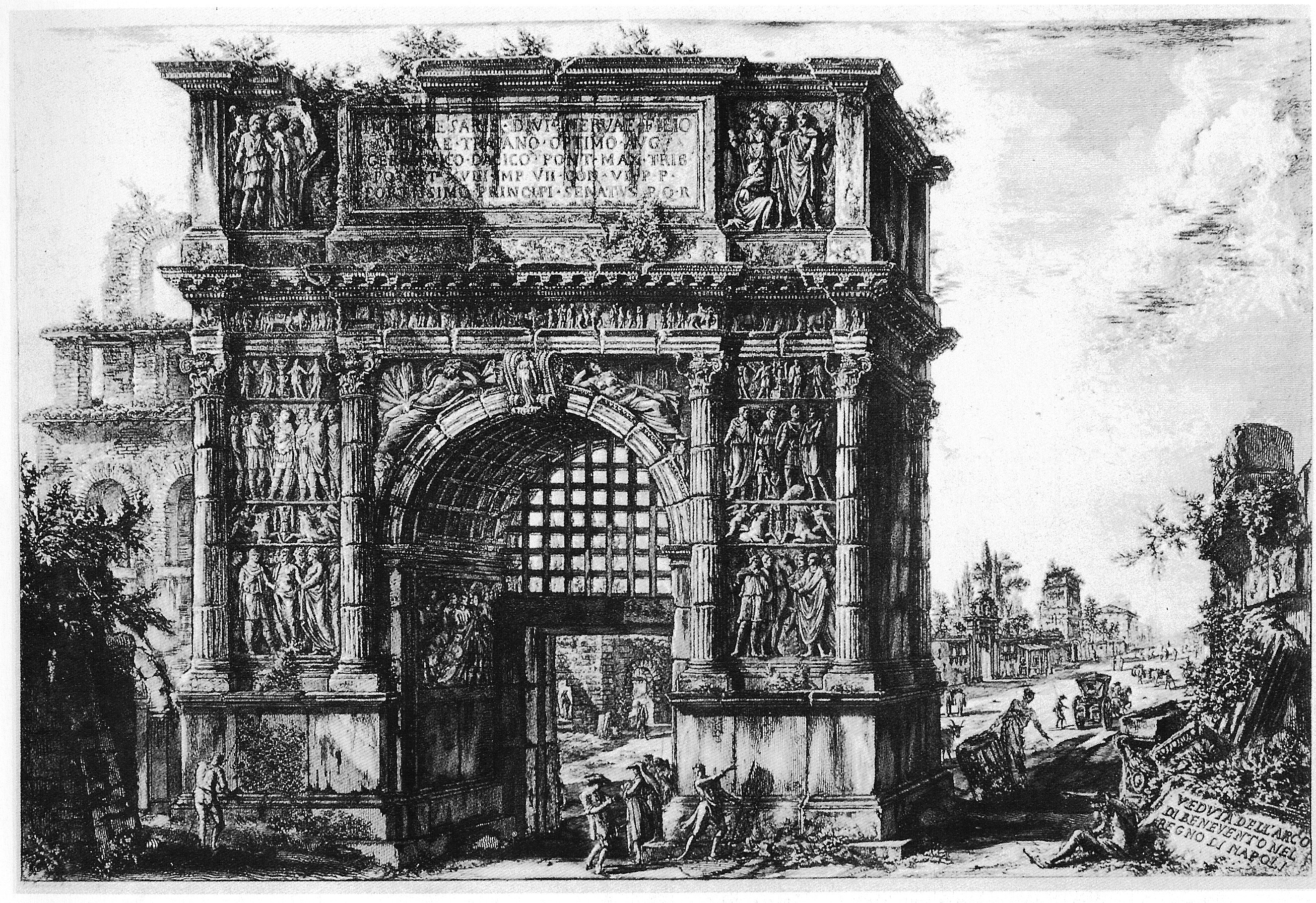
L'Arco di Traiano in una stampa di Giovanni Battista Piranesi

L'arco fu costruito tra il 114, Traiano regnante, e il 117 d.C., quando con ogni probabilità regnava il suo successore Adriano. Nel 545, quando Benevento fu presa dai Goti condotti da Totila, in quella che passò alla storia come la Guerra greco-gotica, mentre le mura cittadine furono rase al suolo, l'Arco venne risparmiato dalla furia dei vincitori.
In epoca longobarda l'arco venne inglobato nel lato settentrionale della cinta muraria, evento che ha concorso al suo eccezionale stato di conservazione, e prese il nome di Porta Aurea;
Subì diversi restauri in seguito ai danni del tempo e dei terremoti: sotto Urbano VIII, poi nel 1661, nel 1688, nel 1713 e nel 1792. In particolare nel 1713, quando l'arco era utilizzato ancora come porta cittadina, si sgretolò e cadde l'architrave di marmo che serviva da battente alla porta; il consiglio cittadino allora deliberò la spesa di 212 ducati per il restauro. La licenza per spendere tale somma fu concessa il 1º dicembre dello stesso anno.
Negli anni 1750, in occasione di una visita di Carlo di Borbone alla città, l'arco fu ritratto in un dipinto del vedutista Antonio Joli, oggi conservato alla Reggia di Caserta.
Nel 1850, in occasione di una visita di papa Pio IX, per suo ordine, l'arco venne isolato abbattendo le case che vi si erano addossate. Oggi si trova al termine della breve via Traiano, accessibile dalla principale strada del centro storico, corso Garibaldi. È stato restaurato e parzialmente isolato dal traffico cittadino.
Poco distante dall'arco, nella chiesa di Sant'Ilario, è stato allestito il Museo dell'Arco, un'esposizione multimediale che illustra la vita e le opere dell'imperatore.
Nel 2024 l'arco è stato riconosciuto patrimonio dell'umanità dall'UNESCO come parte del sito seriale "Via Appia. Regina Viarum", assieme al circostante centro cittadino.

## Descrizione
Si tratta di un arco a un solo fornice (o volta), alto 15,60 m. e largo 8,60 m. . Su ogni facciata quattro semicolonne, disposte agli angoli dei piloni, sorreggono una trabeazione, che sporge al di sopra del fornice. Oltre gli architravi, al di sopra del fornice si trova un attico, anch'esso più sporgente nella parte centrale, che presenta all'interno un vano coperto da una volta a botte. È costruito in blocchi di pietra calcarea, rivestiti da opera quadrata in blocchi di marmo pario.

### La decorazione scultorea

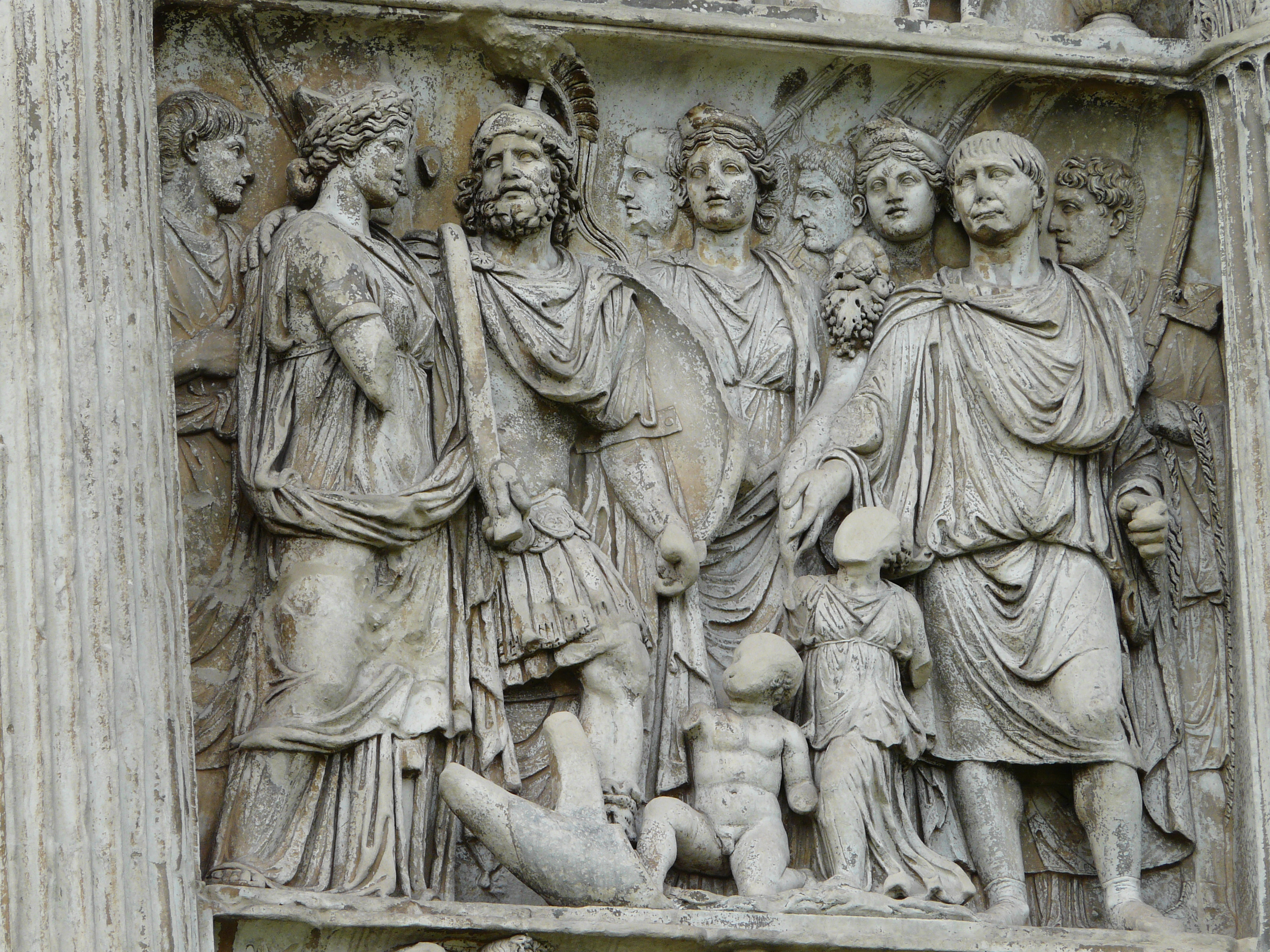
Receptio in fidem di principi barbari

L'arco presenta una ricca decorazione scultorea sulle due facciate principali: su quella interna, quella rivolta verso le città, sono raffigurate scene che si riferiscono alla pace e alle provvidenze verso i cittadini, mentre sul lato esterno sono raffigurate scene riferite alla guerra e alle provvidenze dell'imperatore verso le province.
L'attico presenta al centro un'iscrizione dedicatoria (v. oltre) e ai lati due pannelli a bassorilievo: sul lato esterno, il pannello di sinistra, non interamente conservato, rappresentava L'omaggio delle divinità agresti provinciali, e quello di destra la Deduzione di colonie provinciali; sul lato interno, a sinistra era Traiano accolto dalla Triade capitolina e a destra Traiano nel Foro Boario (luogo tradizionale per l'annona populi Romani).
Il fregio figurato della trabeazione sorretta dalle colonne raffigura la processione del trionfo di Traiano sulla Dacia, come di consueto realizzato ad altissimo rilievo.
Su ciascuno dei piloni, tra le semicolonne angolari, altri due pannelli, posti l'uno sull'altro, più stretti di quelli presenti sull'attico, raffigurano ancora scene e allegorie delle attività imperiali; i pannelli sono separati da rilievi decorativi più bassi con Vittorie tauroctone (Vittorie nell'atto di sacrificare tori) al centro e Amazzoni in alto.
Le scene vanno lette dal basso all'alto, da destra a sinistra.
|                    | Lato interno                                                     | Lato interno                        | Lato esterno | Lato esterno            |
| Destra             | Sinistra                                                         | Destra                              | Sinistra |                         |
| ------------------ | ---------------------------------------------------------------- | ----------------------------------- | --- | ----------------------- |
| Pannello inferiore | Adventus di Traiano                                              | Traiano procede al dilectus italico | Concessione delle cittadinanza romana agli ausiliares nelle colonie di confine (o forse: Deduzione delle colonie legionarie) | Il dilectus provinciale |
| Pannello superiore | Traiano accolto dal Senato, il Popolo Romano e l'Ordine equestre | Nuovo adventus di Traiano           | Receptio in fidem di principi barbari                                                                                        | La restitutio Daciae    |

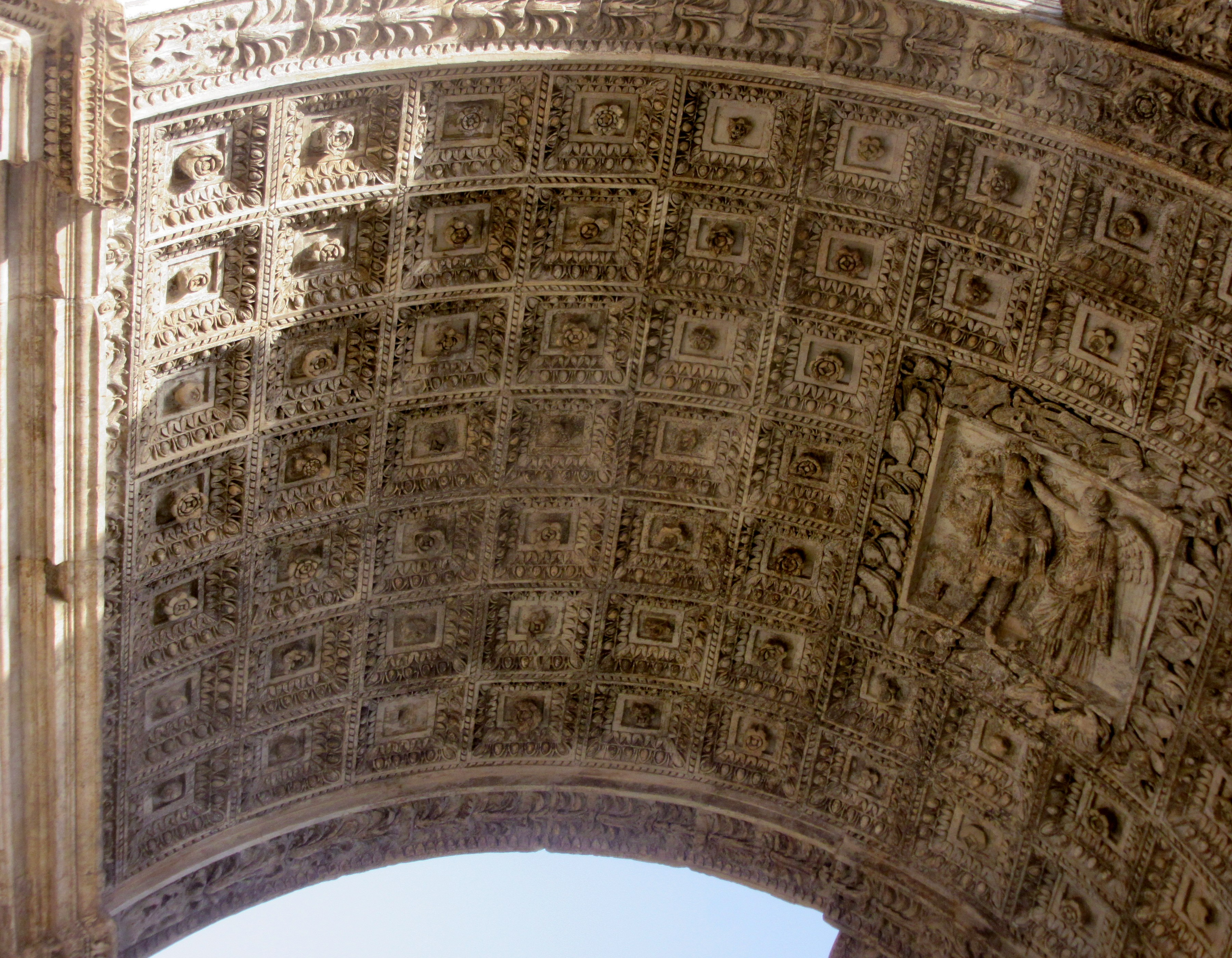
Dettaglio della volta a cassettoni

Nei pennacchi dell'arcata del fornice sono raffigurate personificazioni (il Danubio e la Mesopotamia, sul lato esterno, e la Vittoria e la Fedeltà militare, sul lato interno) accompagnate dai geni delle quattro stagioni; sulle chiavi dell'arco sono raffigurate altre personificazioni (la Fortuna, sul lato esterno, e Roma sul lato interno).
I lati interni del fornice presentano altri due ampi pannelli scolpiti, raffiguranti scene delle attività di Traiano nella città di Benevento:
- a sinistra, uscendo dalla città, il Sacrificio della cerimonia per l'apertura della via Traiana (si vede Traiano fra i littori durante la cerimonia);
- a destra L'istituzione degli alimenta (simboleggiata dai pani sul tavolo al centro) alla presenza di littori, personificazioni di città italiche e di italici con bambini per mano e sulle spalle.

Sulla volta, decorata a cassettoni, compare al centro una raffigurazione dell'imperatore incoronato da una Vittoria.

### L'iscrizione dell'attico
L'iscrizione sull'attico ha il medesimo testo da entrambi i lati.
|  | IMP[eratori] CAESARI DIVI NERVAE FILIO NERVAE TRAIANO OPTIMO AVG[usto] GERMANICO DACICO PONTIF[ici] MAX[imo] TRIB[unicia] POTEST[ate] XVIII IMP[eratori] VII CO[n]S[uli] VI P[atri] P[atriae] FORTISSIMO PRINCIPI SENATVS P[opulus]Q[ue] R[omanus] All'imperatore Cesare, figlio del divo Nerva, Nerva Traiano Ottimo Augusto Germanico Dacico, pontefice massimo, (rivestito della) potestà tribunizia diciotto (volte), (acclamato) imperatore sette (volte), console sei (volte), padre della patria, fortissimo principe, il Senato e il Popolo romano (posero). |

## Profilo artistico

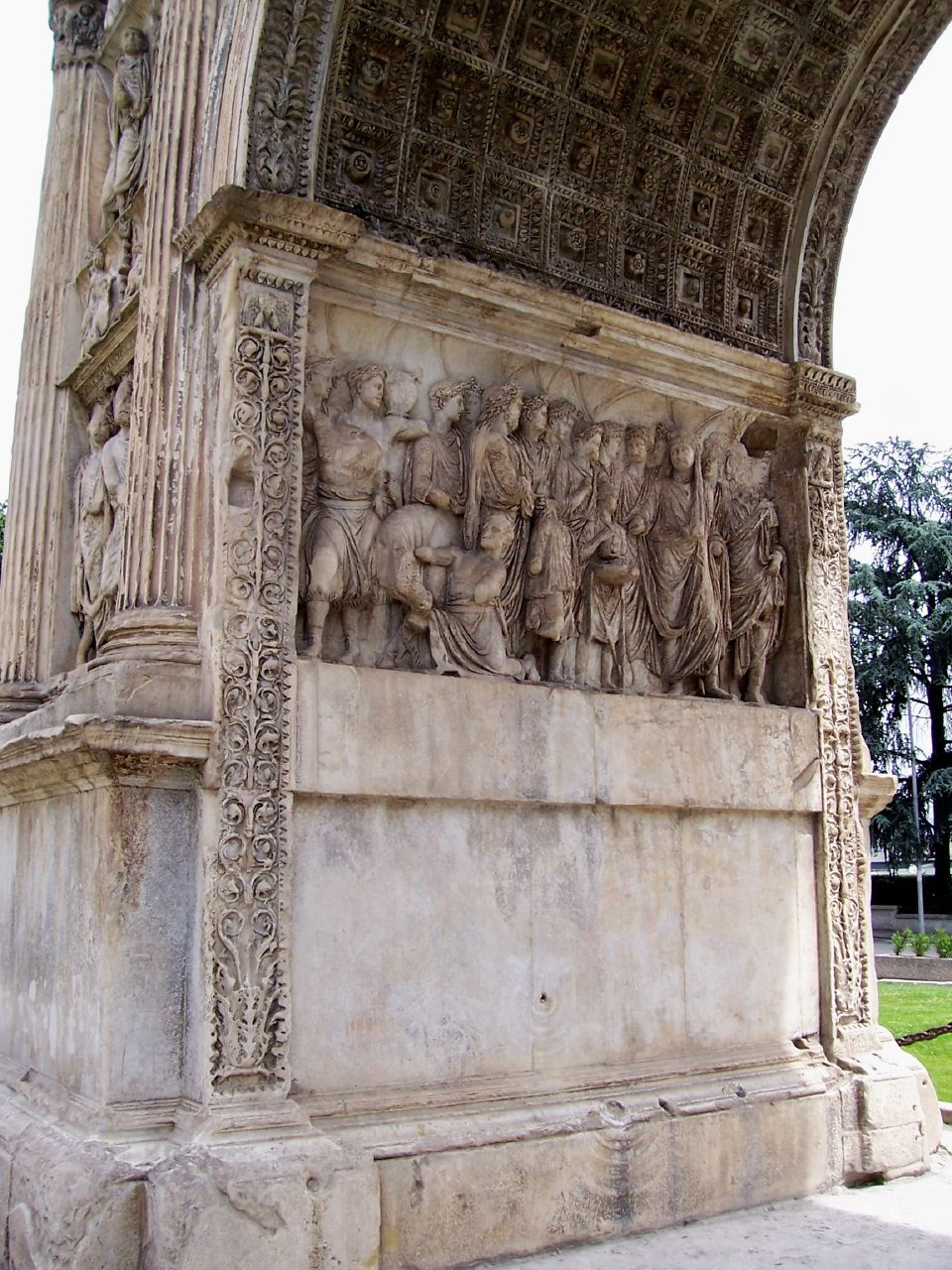
Il rilievo interno del sacrificio

Istituzione degli Alimenta

I rilievi sui piloni non sono di livello artistico altissimo, per via di un certo appesantimento delle figure e una certa banalità nella loro impostazione e rendimento scultoreo.
Più notevoli invece sono i rilievi all'interno del fornice, soprattutto grazie alla ricerca di una composizione adeguata per le scene molto affollate, dove si evita con sapienza la monotonia e il sovraccarico. Nonostante ciò non si può dire che in questi rilievi si abbia un senso compiuto dello spazio e dell'atmosfera come nei rilievi dell'arco di Tito (90 circa).
Sono però visibili rapporti abbastanza evidenti con fregio traianeo dell'Arco di Costantino, per cui è stata avanzata l'ipotesi di un'attribuzione, almeno per questi due pannelli, all'officina romana del "Maestro delle Imprese di Traiano", autore della Colonna Traiana.